# Gunther Gillian
Gunther Gillian (* 9. Dezember 1969 in Wien) ist ein österreichischer Schauspieler.

## Leben
Gillian absolvierte seine Schauspielausbildung bei Larry Moss, Michelle Danner sowie Bernard Hiller in Los Angeles. In Wien hatte er auch privaten Schauspielunterricht.
Am Anfang seiner Karriere als Schauspieler standen Theaterengagements. Er spielte ab 1995 unter anderem am Theater in der Josefstadt, am Ensembletheater Wien, am Vienna’s English Theatre sowie am Stadttheater Klagenfurt.
Sein Filmdebüt gab er 1997 unter der Regie von Oliver Hirschbiegel im TV-Film Trickser. 2001 spielte er die Hauptrolle in dem Film Hainburg–Liebe und Widerstand von Wolfgang Murnberger. 2005 war er in der internationalen Koproduktion D'Artagnan et les trois mousquetaires unter der Regie von Pierre Aknine zu sehen. Ebenfalls 2005 folgte die Fernsehproduktion Der Todestunnel – Nur die Wahrheit zählt. Unter der Regie von Joseph Vilsmaier spielte Gillian 2005 auch in dem Zweiteiler Vera – Die Frau des Sizilianers. An der Seite von Veronica Ferres und John Malkovich überzeugte er 2006 in der Rolle des Filmpioniers Georges Méliès in der internationalen Kinoproduktion Klimt.
Ab Ende der 1990er Jahre spielte Gillian auch in zahlreichen Fernsehserien. Gillian übernahm hierbei durchgehende Serienrollen, vor allem aber Episodenhauptrollen und Gastrollen in verschiedenen Fernsehserien. In der österreichischen Fernsehreihe Dolce Vita & Co übernahm er die durchgehende Serienrolle des Ötschi. Gillian war außerdem als Richter Flüsser in mehreren Episoden der SAT1-Fernsehserie Edel & Starck zu sehen. Zuletzt spielte Gillian 2009 eine durchgehende Serienrolle als Martine La Rocca in der ARD-Serie Geld.Macht.Liebe.
Gillian wurde aufgrund seines südländischen Aussehens im Fernsehen häufig in der Rolle des attraktiven exotischen Liebhabers, oft auch des leichtlebigen Schönlings und Gigolos eingesetzt.
2008 war Gillian in dem Kinofilm Gegen den Strom und in dem Kurzfilm Der Extrakt zu sehen.

## Filmografie (Auswahl)
- 1996: Tatort: Mein ist die Rache (Fernsehreihe)
- 1996: Kommissar Rex (Fernsehserie, Folge: Todesrennen)
- 1996, 2004: Schloßhotel Orth (Fernsehserie, verschiedene Rollen, 2 Folgen)
- 1997: Trickser (Fernsehfilm)
- 1998: Alphateam – Die Lebensretter im OP (Fernsehserie, Folge: Ein schwerer Schlag)
- 1999: JETS – Leben am Limit (Fernsehserie, Folge: Pilot)
- 2000: Medicopter 117 – Jedes Leben zählt (Fernsehserie, Folge: Corrers Rache)
- 2000: Rosa Roth – Tod eines Bullen (Fernsehreihe)
- 2001: Hainburg – Liebe und Widerstand
- 2001: SOKO Kitzbühel (Fernsehserie, Folge: Die letzte Seilbahn)
- 2001–2002: Dolce Vita & Co (Fernsehserie, 20 Folgen)
- 2003: Im Namen des Gesetzes (Fernsehserie, Folge: Tödlicher Hass)
- 2004: Ein Fall für zwei (Fernsehserie, Folge: Gigolo)
- 2004: Der Weihnachtshund (Fernsehfilm)
- 2004–2005: Edel & Starck (Fernsehserie, 4 Folgen)
- 2005: Die drei Musketiere (D'Artagnan et les trois mousquetaires, Fernsehzweiteiler)
- 2005: Vera – Die Frau des Sizilianers (Fernsehfilm)
- 2005: Der Todestunnel – Nur die Wahrheit zählt (Fernsehfilm)
- 2005: Agathe kann’s nicht lassen: Alles oder nichts (Fernsehreihe)
- 2005: Zwei Weihnachtshunde (Fernsehfilm)
- 2006: Klimt
- 2006: Das Weihnachts-Ekel (Fernsehfilm)
- 2007: Der Bulle von Tölz: Wiener Brut (Fernsehreihe)
- 2007: Utta Danella: Tanz auf dem Regenbogen (Fernsehreihe)
- 2007–2018: Die Rosenheim-Cops (Fernsehserie, verschiedene Rollen, 4 Folgen)
- 2007–2019: Notruf Hafenkante (Fernsehserie, verschiedene Rollen, 3 Folgen)
- 2008: Das Traumschiff: Kilimandscharo – Malediven – Indien (Fernsehreihe)
- 2009: Für immer Venedig (Fernsehfilm)
- 2009: Geld.Macht.Liebe (Fernsehserie, 16 Folgen)
- 2010: Das Traumhotel – Chiang Mai (Fernsehreihe)
- 2010: Mord in bester Gesellschaft: Alles Böse zum Hochzeitstag (Fernsehreihe)
- 2010: Rosamunde Pilcher: Im Zweifel für die Liebe (Fernsehreihe)
- 2010: Urlaub mit kleinen Folgen (Fernsehfilm)
- 2010: Lilly Schönauer: Verliebt in einen Unbekannten (Fernsehreihe)
- 2011: Donna Leon – Das Mädchen seiner Träume (Fernsehreihe)
- 2011: Der Mann mit dem Fagott (Fernsehfilm)
- 2011–2015: SOKO 5113/SOKO München  (Fernsehserie, verschiedene Rollen, 2 Folgen)
- 2012: Schafkopf (Fernsehserie, 6 Folgen)
- 2013: München Mord: Wir sind die Neuen (Fernsehreihe)
- 2013: SOKO Donau/SOKO Wien (Fernsehserie, Folge: Zahltag)
- 2013: SOKO Stuttgart (Fernsehserie, Folge: Die Cremeprinzessin)
- 2013: Planet USA
- 2015: Der Metzger und der Tote im Haifischbecken (Fernsehreihe)
- 2016: Der Staatsanwalt (Fernsehserie, Folge: Erben und Sterben)
- 2016: Schweinskopf al dente (Filmreihe)
- 2019: Weihnachtswunder (Fernsehreihe)
- 2021: Kreuzfahrt ins Glück: Hochzeitsreise nach Tirol (Fernsehreihe)